# Teófilo Maguiña Cueva
Teófilo Maguiña Cueva (San Marcos, 1923 - Lima, 4 de julio de 2000), fue un poeta, escritor y docente peruano.

## Semblanza
Nació en el pueblo de San Marcos, en 1923 provincia de Huari, Áncash. En su trabajo de docente ha sido profesor de aula, director de escuela, supervisor provincial, regional y nacional, asesor técnico de INIDE. Muere en Lima el 4 de julio de 2000

## Obras
- Rima rima. (Poemas bucólicos)
- Verde y roja/ Amor y traición. (Género poesía)
- Poesía para niños
- Chavín la epopeya jamás contada (novela)
- El fornicario (novela)
- Cordillera Blanca. (evocaciones).

Prologó el poemario "Rumi Shanka" de Elmer Félix Neyra Valverde, y también presentó dicha obra, en la Biblioteca Nacional del Perú, conjuntamente con Benjamín Torres Salcedo.

## Premios
- Palmas magisteriales del Minedu, en el grado de maestro
- Laureles magisteriales del Club Áncash
- Mención honrosa del  Premio "Andrés Bello" en Educación, otorgado por  la OEA.